# Csizér Zoltán
Csizér Zoltán (Magyarlápos, 1917. február 9. – Marosvásárhely, 1996. október 23.) magyar sebészorvos, szakíró.

## Életpályája
Oklevelét 1940-ben Kolozsvárt szerezte. Előbb a székelyudvarhelyi kórház sebészeti osztályát vezette, onnan  a marosvásárhelyi 1. számú sebészeti klinikára került, 1951-ben a koreai háborúban egy Vöröskeresztes Kórházba vezényelték, munkája jutalmául kinevezték a Romániai Vöröskereszt vezetőjének, a bukaresti íróasztal mögül igyekezett visszakerülni a műtőasztal mellé, s visszatelepült a vásárhelyi klinikára, ahol az OGYI előadótanára, az orvostudományok doktora (1970).
Szakfolyóiratokban (Orvosi Szemle, Chirurgia) megjelent közleményeiben a kísérletes tüdősebészet, a szervátültetés, az orvosi etika kérdéseivel foglalkozott. A szerv- és szövetátültetésről román nyelvű munkája jelent meg (Transplantarea organelor și țesuturilor, Marosvásárhely, 1967); magyar nyelvű kőnyomatos jegyzetei: Sebészeti tünettan  (Marosvásárhely, 1974); Sebészeti propedeutika és tünettan (Marosvásárhely, 1978). A marosvásárhelyi kórházból ment nyugdíjba 1980-ban.